# Nguyễn Hữu Đang (cầu thủ bóng đá)
Nguyễn Hữu Đang (sinh năm 1969 tại Nha Trang, Khánh Hòa) là cầu thủ trong Khánh Hòa. Ông được xem là người có đóng góp lớn đối với bóng đá Khánh Hòa trong suốt hơn 15 năm. Tên tuối ông gắn liền với đội Phú Khánh cuối thập niên 80 của thế kỉ 20 và sớm bộ lộ tài năng từ khi còn là một cầu thủ trẻ. Năm 1987, khi chỉ mới 18 tuổi, Hữu Đang đã lập một cú hat-trick vào lưới Sở Công nghiệp Thành phố Hồ Chí Minh, trong chiến thắng 3-0 của đội bóng này tại Giải bóng đá A1 toàn quốc lần thứ VII.
Bên cạnh đó, Hữu Đang cũng là một tuyển thủ nổi tiếng của đội tuyển Việt Nam thời kì đầu hội nhập. Ông là cầu thủ ghi bàn duy nhất đem lại chiến thắng duy nhất cho đội tuyển Việt Nam trước Indonesia (1-0) để vào bán kết, dẫn đến chiếc huy chương bạc quý giá tại SEA Games 18.